# Cantone di Darnétal
Il Cantone di Darnétal è una divisione amministrativa dell'arrondissement di Rouen.
A seguito della riforma complessiva dei cantoni del 2014 è passato da 19 a 15 comuni.

## Composizione
Prima della riforma del 2014 comprendeva i comuni di:
- Auzouville-sur-Ry
- Bois-d'Ennebourg
- Bois-l'Évêque
- Darnétal
- Elbeuf-sur-Andelle
- Fontaine-sous-Préaux
- Grainville-sur-Ry
- Le Héron
- Martainville-Épreville
- Préaux
- Roncherolles-sur-le-Vivier
- Ry
- Saint-Aubin-Épinay
- Saint-Denis-le-Thiboult
- Saint-Jacques-sur-Darnétal
- Saint-Léger-du-Bourg-Denis
- Saint-Martin-du-Vivier
- Servaville-Salmonville
- La Vieux-Rue

Dal 2015 comprende i comuni di:
- Amfreville-la-Mi-Voie
- Les Authieux-sur-le-Port-Saint-Ouen
- Belbeuf
- Bonsecours
- Darnétal
- Fontaine-sous-Préaux
- Gouy
- Quévreville-la-Poterie
- Roncherolles-sur-le-Vivier
- Saint-Aubin-Celloville
- Saint-Aubin-Épinay
- Saint-Jacques-sur-Darnétal
- Saint-Léger-du-Bourg-Denis
- Saint-Martin-du-Vivier
- Ymare